# Pachymorpha arguta
Pachymorpha arguta är en insektsart som beskrevs av Chen, S.C. och Yun He He 2008. Pachymorpha arguta ingår i släktet Pachymorpha och familjen Diapheromeridae. Inga underarter finns listade i Catalogue of Life.